# Campionati italiani di aquathlon del 2005
I Campionati italiani di aquathlon del 2005 (VI edizione) sono stati organizzati dalla Federazione Italiana Triathlon e si sono tenuti a Venezia nella spiaggia del Lido, in data 6 agosto 2005.
Tra gli uomini ha vinto Ivan Risti (Triathlon Lecco), mentre la gara femminile è andata a Daniela Chmet (RP Action DDS).

## Risultati

### Élite uomini
| Pos. | Atleta               | Società sportiva          | Totale   |
| ---- | -------------------- | ------------------------- | -------- |
|      | Ivan Risti           | Triathlon Lecco           | 00:29:07 |
|      | Manuel Canuto        | Fiamme Oro                | 00:29:20 |
|      | Alberto Casadei      | Bianchi Mes3Sports        | 00:29:31 |
| 4    | Alberto Alessandroni | Fiamme Oro                | 00:29:43 |
| 5    | Massimiliano Parla   | Jhonny Triathlon          | 00:31:04 |
| 6    | Luca Villa           | Fiamme Oro                | 00:31:05 |
| 7    | Igor Piovesan        | Bianchi Mes3Sports        | 00:31:26 |
| 8    | Peter Viana          | Valle d'Aosta             | 00:31:34 |
| 9    | Marco Quintavalle    | Fiamme Oro                | 00:32:17 |
| 10   | Marco Filipetto      | Bianchi Mes3Sports        | 00:32:58 |
| 11   | Andrea Balestrini    | RP Action DDS             | 00:33:06 |
| 12   | Stephen Moret        | Valle d'Aosta             | 00:33:08 |
| 13   | Francesco Zane       | CUS Udine                 | 00:33:10 |
| 14   | Riccardo Bucci       | Bianchi Mes3Sports        | 00:33:13 |
| 15   | Gabriele Bonuomo     | Fumane Triathlon          | 00:33:40 |
| 16   | Gianfranco Coppa     | Lazio Triathlon           | 00:33:42 |
| 17   | Norberto Rondoni     | Civitavecchia T.          | 00:33:59 |
| 18   | Paolo Manara         | Centro Trentino Triathlon | 00:34:02 |
| 19   | Antioco Porcu        | Mens Sana                 | 00:34:03 |
| 20   | Stefano Spina        | Jhonny Triathlon          | 00:34:05 |

### Élite donne
| Pos. | Atleta               | Società sportiva   | Totale   |
| ---- | -------------------- | ------------------ | -------- |
|      | Daniela Chmet        | RP Action DDS      | 00:32:42 |
|      | Charlotte Bonin      | Valle d'Aosta      | 00:32:49 |
|      | Marta Gaiardelli     | Fiamme Azzurre     | 00:33:03 |
| 4    | Valentina Filipetto  | Silca Ultralite    | 00:33:07 |
| 5    | Beatrice Lanza       | KTM Triathlon      | 00:33:33 |
| 6    | Marialuisa Tavernini | CUS Trento CTT     | 00:34:01 |
| 7    | Alice Cabianca       | Bianchi Mes3Sports | 00:35:13 |
| 8    | Matilde Ravizza      | Forestale          | 00:36:07 |
| 9    | Cristina Giribon     | Fiamme Oro         | 00:36:15 |
| 10   | Irene Guzzonato      | Stra Triathlon     | 00:37:03 |
| 11   | Francesca Zampieri   | Fumane Triathlon   | 00:37:36 |
| 12   | Clara Maria Cesarini | Fiamme Oro         | 00:37:54 |
| 13   | Francesca Filatondi  | Fumane Triathlon   | 00:38:37 |
| 14   | Annalisa Minesso     | Bianchi Mes3Sports | 00:39:21 |
| 15   | Genevieve Church     | Brass Brooks       | 00:40:47 |
| 16   | Stefania Curto       | Silca Ultralite    | 00:44:20 |
| 17   | Daria Meinardi       | Alba Triathlon     | 00:45:58 |
| 18   | Meri Campigotto      | Serenissima        | 00:46:54 |
| 19   | Margherita Zavan     | Venezia Trathlon   | 00:53:45 |
| 20   | Daniela Prando       | Serenissima        | 01:03:21 |